# كارلي هيلمان
كارلي هيلمان (بالإنجليزية: Carly Hillman)‏ هي ممثلة بريطانية، ولدت في 11 يونيو 1983 في إسكس في المملكة المتحدة.

## وصلات خارجية
- كارلي هيلمان على موقع IMDb (الإنجليزية)